# J3 League 2014
La stagione 2014 è stata la prima edizione della J3 League, terzo livello del campionato di calcio giapponese.

## Squadre partecipanti

### Allenatori
| Club                 | Allenatore         |
| -------------------- | ------------------ |
| Blaublitz Akita      | George Yonashiro   |
| Fujieda MYFC         | Musashi Mizushima  |
| Fukushima Utd        | Keisuke Kurihara   |
| Gainare Tottori      | Masanobu Matsunami |
| Iwate Grulla Morioka | Naoki Naruo        |
| J. League U-22       | Tsutomu Takahata   |
| Machida Zelvia       | Naoki Sōma         |
| Nagano Parceiro      | Naohiko Minobe     |
| Ryūkyū Okinawa       | Norihiro Satsukawa |
| Sagamihara           | Tetsumasa Kimura   |
| Yokohama SCC         | Kenji Arima        |
| Zweigen Kanazawa     | Hitoshi Morishita  |

## Classifica finale
|  | Pos. | Squadra              | Pt | G  | V  | N  | P  | GF | GS | DR  |
|  | ---- | -------------------- | -- | -- | -- | -- | -- | -- | -- | --- |
|  | 1.   | Zweigen Kanazawa     | 75 | 33 | 23 | 6  | 4  | 56 | 20 | +36 |
|  | 2.   | Nagano Parceiro      | 69 | 33 | 20 | 9  | 4  | 58 | 23 | +35 |
|  | 3.   | Machida Zelvia       | 68 | 33 | 20 | 8  | 5  | 59 | 22 | +37 |
|  | 4.   | Gainare Tottori      | 53 | 33 | 14 | 11 | 8  | 34 | 25 | +9  |
|  | 5.   | Iwate Grulla Morioka | 45 | 33 | 12 | 9  | 12 | 43 | 39 | +4  |
|  | 6.   | Sagamihara           | 43 | 33 | 12 | 7  | 14 | 44 | 48 | -4  |
|  | 7.   | Fukushima Utd        | 36 | 33 | 9  | 9  | 15 | 30 | 38 | -8  |
|  | 8.   | Blaublitz Akita      | 34 | 33 | 10 | 4  | 19 | 38 | 57 | -19 |
|  | 9.   | Ryūkyū Okinawa       | 34 | 33 | 8  | 10 | 15 | 31 | 50 | -19 |
|  | 10.  | J. League U-22       | 33 | 33 | 9  | 6  | 18 | 37 | 63 | -26 |
|  | 11.  | Fujieda MYFC         | 30 | 33 | 7  | 9  | 17 | 36 | 52 | -16 |
|  | 12.  | Yokohama SCC         | 24 | 33 | 4  | 12 | 17 | 29 | 58 | -29 |

Legenda:

      Promossa in J2 League 2015.
 Qualificate ai play-off.
Note:

Tre punti a vittoria, uno a pareggio, zero a sconfitta.
In caso di arrivo di due o più squadre a pari punti, la graduatoria verrà stilata secondo la classifica avulsa tra le squadre interessate che prevede, in ordine, i seguenti criteri :
- Differenza reti generale
- Reti realizzate in generale
- Punti ottenuti negli scontri diretti
- Classifica disciplinare
- Sorteggio

### Play-out
|                   | Risultati |                   | Luogo e data              |  |
| ----------------- | --------- | ----------------- | ------------------------- |  |
| Nagano Parceiro   | 0 - 0     | Kamatamare Sanuki | Nagano, 30 novembre 2014  |  |
| Kamatamare Sanuki | 1 - 0     | Nagano Parceiro   | Marugame, 7 dicembre 2014 |  |

## Statistiche

### Individuali

#### Classifica marcatori
| Gol | Rigori |  | Giocatore         | Squadra              |
| --- | ------ |  | ----------------- | -------------------- |
| 19  | 4      |  | Koji Suzuki       | Machida Zelvia       |
| 17  |        |  | Tsugutoshi Oishi  | Fujieda MYFC         |
| 16  | 4      |  | Yūji Unozawa      | Nagano Parceiro      |
| 11  | 2      |  | Ryota Doi         | Iwate Grulla Morioka |
| 11  | 1      |  | Hirochika Miyoshi | Blaublitz Akita      |
| 10  | 1      |  | Akio Yoshida      | Yokohama SCC         |